# Họ Choi choi
Họ Choi choi (Charadriidae) là một họ chim trong bộ Choi choi, gồm khoảng 64 đến 66 loài.

## Phân bố và môi trường sống
Chúng phân bố trên khắp thế giới, chủ yếu gần các vực nước, mặc dù có một số ngoai lệ như chúng sống ở vùng đất liền của Dotterel, nơi có môi trường đất đá trong các sa mạc ở trung và tây Úc.

## Phân loại
- Phân họ Vanellinae
  - Erythrogonys
  - Vanellus
- Phân họ Charadriinae
  - Pluvialis
  - Charadrius
  - Thinornis
  - Elseyornis
  - Peltohyas
  - Anarhynchus
  - Phegornis
  - Oreopholus